# Battle Royale (regény)
A Battle Royale (バトル・ロワイアル; Batoru Rovaiaru; Hepburn: Batoru Rowaiaru) Takami Kósun regénye, amelyből manga (Battle Royale) és mozifilm (Battle Royale) is készült.

## Cselekményvázlat
A cselekmény egy alternatív közeljövőben (vagy egy alternatív jelenben) játszódik: egy diktatórikus távol keleti országban (minden jel Japánra utal) egy kilencedikes osztályt (21 lányt és 21 fiút) élethalálharcra kényszerítenek: egy szigetre viszik őket, ahol ellátják őket fegyverekkel a golyószórótól kezdve az étkezésnél használt villáig, és mindenki kap egy robbanó nyakörvet. Feladatuk az lesz, hogy legyilkolják egymást. Ha egy napig nem hal meg senki, akkor a robbanó nyakörvek végeznek mindannyiukkal.
A „játéknak” csak egyetlen túlélője lehet, a „győztes”.
A regényt a gyerek szereplők közötti véres konfliktusok miatt gyakran nevezik a huszonegyedik századi japán Legyek Urának Sir William Gerald Golding regénye után (1954).

## A könyv
A BR a szerző, Takami Kósun egyetlen regénye. Először az Óta kiadó (Lásd: Ohta books.com) gondozásában jelent meg (ami korábban sok más társához hasonlóan visszautasította annak antiszociális tartalma miatt). A kiadó ezzel nyitott a könnyebb műfajok felé. A könyv végül hatalmas siker lett, a fogadtatásához hozzátartozott egyedi belső tervezése, amivel erős képszerűséget ér el (sok illusztráció, gondos tipográfia, térképmellékletek, stb.), hasonlót mintha máris manga lenne.
A cselekmény 42 szálát a gyilkolás dramaturgiája fogja össze, a tér-idő egység közel pontos betartásával. A regény illúzióktól mentes. Mikor már csak hárman vannak (nagyjából azok, akikkel kiépült az olvasó szimpátiája) jelenik meg a csavar, amitől nem pusztán a különböző módokon kivitelezett gyilkosságok részletes felsorolásáról szól a könyv.

## A manga
Tizenöt kötetes, 2000-ben publikált alkotás, japán kiadója Akita Soten. A könyv írója Tagucsi Maszajukival közösen készítette. Egy rövid idézet belőle.
Ha már a rossznál tartunk, remélem sosem kell megtapasztalnod, mit neveznek zenének itt nálunk. Inkább nyikorgás. Ha rockra vágysz, jobb lesz, ha a hátadon is van szemed, értesz engem?

És mivel a rossz témakörénél tartunk, hadd áruljam el, mi a lehető legrosszabb. Egy államilag támogatott TV-műsor. Egy "vetélkedő." A nézettség az egeket verdesi. Programnak hívják. Bizony.. éljen a kreativitás.

## A film
A regényből Fukaszaku Kindzsi forgatott filmet azonos címmel, melyet 2000. december 16-án mutattak be Japánban.
A gyilkolás ábrázolása hűen a könyvhöz hihetetlenül brutális. A cselekmény szinte teljesen eltérő, a karakterek jelleme, Noriko sérülése, Kuninobu Jositoki halála az alapműtől eltérő módon került ábrázolásra.

### Battle Royale 2
A Battle Royale 2: A megtorlás címen készült második film cselekménye csak egy kicsit változik: itt nem egymással, hanem az előző harc győztese által vezetett csoporttal kell leszámolniuk különben mind meghalnak.
Rengeteg utalás, cselekményátvitel található az első filmből (pl.: a film végén az osztály egyik lánytagja közli Nanaharával, hogy a fiú által az első rész végén megölt Kitano Takesi az apja volt).
Ez a film sokkal érzelemdúsabb az elsőnél, a gyilkolás brutalitása is kisebb mértékben jelenik meg a cselekményben, az ábrázolás sem hozta a „várt” brutalitást.

## Magyarul
- Takami Kósun: Battle royale. "Van rosszabb az iskolánál"; ford. Mayer Ingrid; Ulpius-ház, Bp., 2006